# Teenage Flashback 1995-2000
『Teenage Flashback 1995-2000』（ティーンエイジ・フラッシュバック 1995-2000）は、2008年12月3日に発売された、サニーデイ・サービス通算3作目の映像作品。

## 解説
プロモ・クリップを中心に構成された、VHSによる映像集〈Teenage Flashback〉シリーズ全2作のDVD化。再結成の2008年にリリースされた。
1996年リリースの『Teenage Flashback Volume 1』、1998年リリースの『Teenage Flashback Volume 2』収録の全映像作品に加え、30分にも及ぶ『さよなら! 街の恋人たち』のショート・ムービーや、未ソフト化だった1998年以降のシングルのプロモ・クリップなども収録。ミディ在籍時の全映像作品がコンパイルされている。

## 収録曲
Clips
1. 青春狂走曲 *
2. いつも誰かに *
3. 恋におちたら *
4. あじさい *
5. 湖畔の嵐 *
6. ここで逢いましょう **
7. サマー・ソルジャー **
8. 白い恋人 **
9. 恋人の部屋 **
10. NOW **
11. さよなら! 街の恋人たち
12. 今日を生きよう
13. スロウライダー
14. 夢見るようなくちびるに
15. 夜のメロディ
16. 恋は桃色
17. 魔法

ショート・ムービー
1. 短編フィルム『さよなら! 街の恋人たち』

1997.7.27     日比谷野外音楽堂
1. 海岸行き **
2. 週末 **
3. サマー・ソルジャー **

1997.12.11     新宿リキッドルーム
1. ここで逢いましょう **

- * 『Teenage Flashback Volume 1』に収録
- ** 『Teenage Flashback Volume 2』に収録

## クレジット
| 青春狂走曲                                                                   |
| 監督 / 山口保幸 撮影 / 岩上拓郎、森井美光、矢部弘幸、加藤和也                |
| 技術 / 山本英世 照明 / 元永斉                                                |
| 美術 / 多田美術 編集 / 岡崎邦彦                                              |
| 出演 / 岡田崇、新宿少年団                                                    |
|                                                                              |
| いつも誰かに                                                                 |
| 監督 · 撮影 / 山口保幸 編集 / 鶴尾正彦                                       |
|                                                                              |
| 恋におちたら                                                                 |
| 監督 · 撮影 / 山口保幸 演出助手 / 佐藤正男 編集 / 平尾孝聡                   |
|                                                                              |
| あじさい                                                                     |
| 監督 / 山口保幸 撮影 / 園木和彦 撮影助手 / 峰元猛                            |
| スタイリスト / 佐藤めぐみ 演出助手 / 佐藤正男                                |
| 編集 / 鶴尾正彦 撮影協力 / いーはとーぼ 出演 / 秋本翼                        |
|                                                                              |
| 湖畔の嵐                                                                     |
| 監督 · 撮影 / 山口保幸 撮影 / 園木和彦、加藤昌一、山口保幸                   |
| 撮影助手 / 矢部弘幸 演出助手 / 佐藤正男                                      |
| 音声 / 菅原直巳 編集 / 鶴尾正彦 録音 / 中村文俊                              |
|                                                                              |
| ここで逢いましょう                                                           |
| 監督 · 撮影 / 山口保幸 制作 / 永井啓一、元永斉、大島孝夫                     |
| 照明 / 伊藤寛 照明助手 / 上水流永光 編集 / 鶴尾正彦                          |
|                                                                              |
| サマー・ソルジャー                                                           |
| 監督 · 撮影 / 山口保幸 制作 / 増山淳也、元永斉、戸田英                       |
| 撮影助手 / 森井美光 現像 · テレシネ / 亀井嘉郎 編集 / 鶴尾正彦               |
|                                                                              |
| 白い恋人                                                                     |
| 監督 · 撮影 / 山口保幸 制作 / 永井啓一 撮影助手 / 森井美光                   |
| 現像 · テレシネ / 亀井嘉郎 編集 / 鶴尾正彦                                   |
|                                                                              |
| 恋人の部屋                                                                   |
| 監督 · 撮影 / 山口保幸 制作 / 増山淳也 撮影助手 / 峰元猛                     |
| スチール撮影 / 坂本正郁 現像 · テレシネ / 亀井嘉郎 編集 / 鶴尾正彦           |
|                                                                              |
| NOW                                                                          |
| 監督 · 撮影 / 山口保幸 制作 / 増山淳也、水野博明、緑杢一弘、元永斉、岡川太郎 |
| 撮影助手 / 峰元猛 スタイリスト / 飯田珠緒 美術 / 佐藤信彦、多田佳人          |
| 現像 · テレシネ / 亀井嘉郎 編集 / 鶴尾正彦 撮影協力 / 上伊那農協             |
|                                                                              |
| さよなら! 街の恋人たち                                                       |
| 監督 · 撮影 / 山口保幸 制作 / 増山淳也、水野博明、戸田英                     |
| 撮影助手 / 峰元猛 照明 / 伊藤寛 現像 · テレシネ / 亀井嘉郎                   |
| 編集 / 鶴尾正彦 出演 / 今谷忠弘、夢那                                        |
|                                                                              |
| 今日を生きよう                                                               |
| 監督 / 山口保幸 制作 / 元永斉 撮影 / 園木和彦 撮影助手 / 峰元猛、渡辺太郎    |
| 現像 · テレシネ / 亀井嘉郎 編集 / 鶴尾正彦                                   |
|                                                                              |
| スロウライダー                                                               |
| 監督 · 撮影 / 山口保幸 制作 / 水野博明、久米乙司、青柳重徳                   |
| 撮影助手 / 高沼直樹、芹沢亮 照明 / 伊藤寛 照明助手 / 高橋和義、山本照子      |
| スタジオ / (株)イエロースタジオ 現像 · テレシネ / 亀井嘉郎 編集 / 鶴尾正彦   |
|                                                                              |
| 夢見るようなくちびるに                                                       |
| 監督 · 撮影 / 山口保幸 制作 / 水野博明                                       |
| 撮影助手 / 高沼直樹 現像 · テレシネ / 亀井嘉郎 編集 / 鶴尾正彦               |
|                                                                              |
| 夜のメロディ                                                                 |
| 監督 · 撮影 / 山口保幸 制作 / 水野博明                                       |
| 撮影助手 / 伊藤寛、大澤秀幸 照明 / 小岩強                                    |
| VE / 小橋孝博 スタジオ / (株)フォトム 編集 / 鶴尾正彦                        |
|                                                                              |
| 恋は桃色                                                                     |
| 撮影 · 監督 / 小田島等 制作 / 満田亮 編集 / 鶴尾正彦                         |
|                                                                              |
| 魔法                                                                         |
| 監督 / 曽我部恵一 制作 / 永井啓一、久米乙司、桑原理砂                        |
| 撮影 / 園木和彦 撮影助手 / 峰元猛 照明 / 伊藤寛                              |
| 照明助手 / 大澤秀幸、小岩強 現像 · テレシネ / 亀井嘉郎                       |
| スタジオ / (株)イエロースタジオ、(有)クロックワイズ 編集 / 鶴尾正彦          |
|                                                                              |
|                                                                              |
| (株)キュアー                                                                 |
| (有)映像サービス                                                             |
| (株)ライトワーク                                                             |
| コダック(株)                                                                 |
| ソニーPCL(株)                                                                |
| (株)映像音響通信社                                                           |
| (株)三和映材社                                                               |
| 報映産業(株)                                                                 |
| (株)丸二商会                                                                 |
| (有)サカクラプロジェクト                                                     |
| 東讃交通(株)                                                                 |
| 高松東急イン                                                                 |
| (株)ひまわり                                                                 |
| ローエングリーン                                                             |
| (株)パノラマインターナショナル                                               |
| (株)ジグナイン                                                               |
| 新浦安オリエンタルホテル                                                     |
| (有)アイビィカンパニー                                                       |
| (株)ヒューマックス                                                           |
|                                                                              |
| 制作統括 大蔵博                                                              |
| 制作 越山速水、野村英之                                                      |
|                                                                              |
|                                                                              |
|                                                                              |
| ライブ                                                                       |
| 日比谷野外音楽堂 (1997.7.27)                                                 |
|                                                                              |
| 制作 / 増山淳也、水野博明、緑杢一弘、岡川太郎                                |
| 撮影 / 加藤昌一、園木和彦、矢部弘幸、河合英夫、野村英之                      |
|                                                                              |
| 舞台監督 / 井上光祥                                                          |
| 照明 / 平山和裕                                                              |
| PAオペレーター / 船橋重徳                                                    |
| モニターオペレーター / 三瓶和敏                                              |
| 楽器チーフ / 林晋                                                            |
| アシスタント / 峰友洋、宮脇浩                                                |
|                                                                              |
| 録音チーフ / 高橋誠                                                          |
| アシスタント / 楠章二、腰原由美                                              |
| ミキシング・エンジニア / 吉満宏之、折井隆彦                                  |
|                                                                              |
|                                                                              |
| 新宿リキッドルーム (1997.12.11)                                              |
|                                                                              |
| 制作 / 荒幸成                                                                |
| 撮影 / 加藤昌一、岩上拓郎、伊藤寛、河合英夫、岡崎邦彦、野村英之、荒幸成      |
|                                                                              |
| 舞台監督 / 林晋                                                              |
| 照明 / 住山徹                                                                |
| PAオペレーター / 三瓶和敏                                                    |
| 楽器チーフ / 峰友洋                                                          |
| アシスタント / 永尾雅晴、八谷健太郎                                          |
| 録音チーフ / 高橋誠                                                          |
| アシスタント / 楠章二、腰原由美                                              |
| ミキシング・エンジニア / 吉満宏之、折井隆彦                                  |

### スタッフ
| Teenage Flashback 1995-2000                                             |
|                                                                         |
| サニーデイ・サービス                                                    |
| 曽我部恵一 田中貴 丸山晴茂                                              |
|                                                                         |
| 制作 THE SECOND                                                         |
|                                                                         |
| 制作協力                                                                |
| 金野志保 (ROSE RECORDS)、エンパムヤ・スネーク・ビルディング             |
|                                                                         |
| 編集 鶴尾正彦、斉藤諭                                                   |
| MA 横田智昭                                                             |
| オーサリング ビデオテック                                               |
|                                                                         |
| designer 小田島等                                                       |
| photographer 川島小鳥、坂本正郁 (ブックレット)、岡村マキ (ブックレット) |
|                                                                         |
| 進行管理 塚原雅州                                                       |
|                                                                         |
| executive producer 大蔵博                                               |
|                                                                         |
|                                                                         |
| ALL SONGS WRITTEN BY KEIICHI SOKABE                                     |
| except「恋は桃色」WRITTEN BY HARUOMI HOSONO                             |

## リリース日一覧
| 地域 | リリース日    | レーベル | 規格 | カタログ番号 | 備考 |
| ---- | ------------- | -------- | ---- | ------------ | --- |
| 日本 | 2008年12月3日 | MIDI     | DVD  | MDBL-1003    | プロモ・クリップを中心に構成された映像集〈Teenage Flashback〉シリーズ全2作のDVD化に加え、本邦初公開となる「さよなら! 街の恋人たち」の30分ムービー・バージョンも収録。 |